# Roberto Fiore (dirigente sportivo)
Roberto Fiore (Portici, 2 ottobre 1924 – Napoli, 27 febbraio 2017) è stato un imprenditore e dirigente sportivo italiano.

## Biografia
Figlio del poeta napoletano Francesco Fiore, nacque a Portici nella frazione di Bellavista ma crebbe nel quartiere napoletano del Vasto. È morto nella sua casa di Posillipo all'età di 92 anni.

## Carriera

### Calcio
Fu presidente del Napoli dal 1964 al 1967. Il club partenopeo sotto la sua presidenza divenne una S.p.A., precisamente il 25 giugno 1964. Sotto la sua guida furono acquistati Omar Sívori e José Altafini e si registrarono 69000 abbonati. Dal 1967 al 1968, chiamato dal presidente Umberto Lenzini, ricoprì il ruolo di direttore sportivo della Lazio. Dal 1986 al 1988 fu presidente dell'Ischia, mentre dal 1991 al 2001 fu presidente della Juve Stabia. Il 27 ottobre 2017 in occasione della partita di campionato di Serie C tra Juve Stabia e Rende (1-0), gli viene intitolata una parte della tribuna centrale dello Stadio Romeo Menti di Castellammare di Stabia.

### Pallanuoto
Nel 1985 ricoprì l'incarico di presidente del Circolo Nautico Posillipo, anno in cui il sodalizio rosso-verde divenne campione d'Italia di pallanuoto.